# Nepalomyia dentata
Nepalomyia dentata är en tvåvingeart som först beskrevs av Yang och Saigusa 2001.  Nepalomyia dentata ingår i släktet Nepalomyia och familjen styltflugor. Inga underarter finns listade i Catalogue of Life.